# Hyperionyx macrodactyla
Hyperionyx macrodactyla är en kräftdjursart. Hyperionyx macrodactyla ingår i släktet Hyperionyx och familjen Lestrigonidae. Inga underarter finns listade i Catalogue of Life.